# Грасселли, Петер
Петер Грасселли (словен. Peter Grasselli; 28 июня 1841, Крань, Герцогство Крайна, Австро-Венгрия — 17 ноября 1933, Любляна, Дравская бановина, Королевство Югославия) — словенский политический деятель, мэр Любляны в 1882—1886 годы.

## Биография
Родился в городе Крань, окончил среднюю школу в Лайбахе и юридический факультет в Вене. По возвращении на родину увлёкся политикой, издавал и редактировал еженедельник «Триглав». В 1882 году благодаря словенскому большинству в городском совете был избран первым мэром-словенцем Лайбаха. Умер в 1933 году.